# Шерипов, Инал
Ина́л Шери́пов (род. 24 июня 1971, Грозный) — режиссёр и продюсер чеченского происхождения.

## Биография
Инал Шерипов родился 24 июня 1971 года в Грозном. С пяти лет увлекался шахматами и тренировался в грозненском шахматном клубе у Василия Ефимовича Мостового. В 1988 году стал чемпионом России по шахматам.
Основатель «шахматного кино» и автор «анти-голливудского манифеста». Работал на «Союзмультфильме», где писал музыку к детским фильмам, работал на ОРТ и Центральной студии документальных фильмов.
С конца 1990-х годов живёт и работает в Калифорнии (США) и Бельгии.
Фильмы отмечены на многих кинофестивалях: в Лос-Анджелесе, Сан-Диего, Чикаго, Нью-Йорке, Сан-Франциско, Сиэтле и др. C 2004 по 2009 Генеральный продюсер Европейской ассоциации кино и телевидения (Бельгия). В мае 2012 был вынужден покинуть киностудию «Чеченфильм», которую возглавлял с 2009 года.
В июне 2022 года выдвинул свою кандидатуру на пост президента Международной шахматной федерации. Выборы президента пройдут в августе 2022 года в городе Ченнаи (Индия). Согласно уставу ФИДЕ, кандидат в президенты ФИДЕ должен быть выдвинут не менее чем пятью странами из четырёх континентов. Кандидатура Инала Шерипова была выдвинута Украиной, Замбией, Сьерра-Леоне, Барбадосом и Восточным Тимором.
В декабре 2022 года назначен министром иностранных дел Чеченской Республики Ичкерия в изгнании.

## Творчество
Инал Шерип создатель и теоретик «шахматного кино», особая манера повествования — отображения действительности через художественные образы и символы.
Шахматное кино или шахматная культура это многоуровневая система знаков и символов, позволяющая посредством смыслового определения создавать языковые конструкции. По убеждению Инала Шерипа, такая культурологическая традиция существовала у древних цивилизаций и до нас дошли лишь осколки этой великой культуры, которая могла проявляться у некоторых писателей, поэтов, художников и т. д. уже в современной цивилизации. В силу более широкой универсальности этим языком говорили все пророки, которые в одном предложении могли дать ответ людям с разной духовной и интеллектуальной подготовкой. Объединив в интеллектуальное единое пространство, найдя ему соответствующую терминологию, фильм становится не просто аудиовизуальным произведением, а многоуровневой системой передач.

## Рецензии
«Шахматная культура, которую нам открыл Инал, является самым значительным событием за последние полвека. Благодаря этому у тех, кто вынужден был терпеть засилья массовой псевдокультуры, появилась возможность, спокойно существовать в другом измерении» — профессор Вильям Снид (William Snead) для PBS (Сан–Диего, США)

## Признание и награды
- «Double Take International film festival», Северная Каролина, США,
- «Thunderbird», Юта, США
- «Angel City», Чикаго, США
- Приз зрительских симпатий на Международном Кинофестивале в Нью-Йорке, США.[11]
- Премия Федерико Феллини на Международном Кинофестивале в Джакарте, Индонезия.[12]
- Премия Братьев Люмьер на Международном Кинофестивале в Неаполе, Италия 2012.
- Приз за лучший фильм на Международном Кинофестивале в Монте-Карло, Монако.[13]
- Премия Братьев Люмьер на Международном Кинофестивале в Неаполе, Италия 2013.[14]
- Приз за лучший фильм на Международном Кинофестивале в Дели, Индия.[15]

## Фильмография
Режиссёр
- 1994 — «Shadows»
- 1997 — «My city»
- 2000 — «Moscow, Chechnya, bubble-gum»
- 2001 — «King Lear in San-Diego»
- 2003 — «Black Rodeo»

Сценарист:
- 1994 — «Shadows»
- 1997 — «My city»
- 2000 — «Moscow, Chechnya, bubble-gum»
- 2001 — «King Lear»
- 2001 — «Happy new year»
- 2002 — «Apocalypse»
- 2003 — «Black Rodeo»

Композитор:
- 1994 — «Shadows»
- 1997 — «My city»
- 2000 — «Moscow, Chechnya, bubble-gum»
- 2001 — «King Lear»
- 2001 — «Happy new year»
- 2001 — «Grossmont»
- 2002 — «Apocalypse»
- 2003 — «Black Rodeo»
- 2003 — «Fifth avenue corner»